# محمد ناجي (ممثل عراقي)
محمد ناجي (15 نيسان 1980 - 26 أيار/مايو 2021) ممثل كوميدي عراقي، اشتهر بشخصية هليّل التي أداها بمسلسل بيت الطين الشهير.

## حياته
اسمه محمد ناجي عرف بدور هليل في مسلسل بيت الطين الذي لاقى شهرة واسعة في العام 2007.

## وفاته
توفي إثر نوبة قلبية في 26 مايو 2021. أعلن في بغداد عن وفاته، ويقال أن الفنان ناجي توفي نتيجة إصابته بنوبة قلبية مفاجئة.